# Бермой, Янет
Янет Бермой Акоста (исп. Yanet Bermoy Acosta; род. 29 мая 1987, Гавана, Куба) — кубинская дзюдоистка выступающая в суперлёгкой (до 48 кг) и полулёгкой (до 52 кг) весовых категориях . Олимпийская медалистка.

## Биография
Принимала участие в летних Олимпийских играх 2008 года в Пекине и завоевала серебряную медаль в весовой категории до 48 кг проиграв в финале румынской дзюдоистке Алине Думитру.
В 2012 году на летних Олимпийских играх в Лондоне вновь завоевала серебряную медаль в весовой категории до 52 кг проиграв в финале дзюдоистке из КНДР Ан Гым Э.

## Выступления на Олимпиадах
| Олимпиада   | Дисциплина              | Место   |
| ----------- | ----------------------- | ------- |
| Пекин 2008  | дзюдо, женщины до 48 кг | 2 место |
| Лондон 2012 | дзюдо, женщины до 52 кг | 2 место |